# Palais d’Anhak

Le palais d'Anhak (안학궁, 安鶴宮) a été utilisé par les rois de Goguryeo entre 427 et 668 après le transfert de leur capitale de Ji'an à Pyongyang. Il se trouve dans le village d'Anhak au pied du mont Taesong. Il n'en reste actuellement que les fondations.
Le palais était entouré d'un mur fait de pierre et de terre dessinant un carré de 622 mètres de côté. À l'intérieur, 52 bâtiments étaient regroupés en cinq blocs reliés par des corridors. Il y avait également des jardins et des étangs. L'observatoire astronomique Chomsong avait été construit à 250 mètres à l'ouest du palais.
Des fouilles ont permis de découvrir plus de 15 000 objets.
Les restes du palais royal ont été désignés trésor national no 2.  A leur côté, le nouveau parc folklorique de Pyongyang, un musée à ciel ouvert présentant l'histoire du pays, a ouvert ses portes en septembre 2012.

## Système de construction
L'agencement du palais a suivi de près le système du gouvernement chinois et ses principes confucéens.

## Livre
- 고구려 안학궁 조사 보고서 2006, 362 pages, 동북아역사재단, Séoul, novembre 2006.